# گاه‌شماری طبری
دوشنبه

................

۲۷ مرداد
۱۴۰۴ خورشیدی
۲۶ فردینه ما
۱۵۳۷ طبری
۱۸ اوت
۲۰۲۵ میلادی
۲۳ صفر
گاهشماری طبری/تبری (مازندرانی)، نوعی از گاهشمار ساسانی است که در آن سال برابر ۳۶۵ روز و شامل دوازده ماه ۳۰ روزه بوده‌ است.
اکنون ۲۶ فردینه ما ۱۵۳۷ طبری است.

## تاریخچه و مشخصات
مبداء سال طبری از دوم مرداد ۱۳۳ سال پیش از هجرت، مصادف با پادشاهی قباد ساسانی و حاکم شدن فرزندش کیوس بر تبرستان است. 
از آنجا که دوازده ماه سی روزه برابر سیصد و شصت روز خواهد شد، پنج روز اضافه محاسبه نمی‌شود. پنج روز اضافه هر سال پیتِک نامیده شده و به آخر سال اضافه می‌شود. اهالی سعی می‌کنند که این پنج روز را در دامان طبیعت به استراحت بگذرانند. به ششمین روز اضافه سالهای کبیسه ششک گفته می‌شود.
سال طبری با فردینه ما (مرداد ماه) آغاز و با نوروز ما (تیر ماه) پایان می‌پذیرد.
امیر تیمور قاجار (همدوره محمدشاه قاجار) ماه‌های طبری را چنین می‌شمارد.
| سیوماه و کرچ و هره ماه و تیر   |  | دگرهست مردال و شروین و میر |
| چو اونه مه و ارکه ماه است و ده |  | زپی وهمن و هست نوروز اخیر  |
| پتک را بدان خمسه زائده         |  | به آئین هر کس صغیر و کبیر  |

.

## مبدأ و خواستگاه
دربارهٔ مبدأ تقویم تبری نظرات متفاوتی ارائه شده است و مبدأ آن را اسپهبدی (۲۴ خورشیدی)، یزدگردی، خراجی (۱۱ق. ه) یا باستانی می‌نامند. اما آنچه امروزه مشهور است بر اساس محاسبات نصرالله هومند آغاز آن باستانی و برابر با دوم مرداد ۱۳۳ سال پیش از هجرت مصادف با پادشاهی قباد ساسانی و حاکمیت فرزندش کیوس بر ساتراپ تبرستان است. وی معتقد است که در این سال مردمان تبرستان با برقراری یک روز کبیسه به نام ششک سال را از گردش بازداشتند و از این رو آن را مبدأ در نظر گرفت. از اینرو این تقویم با تقویم هجری خورشیدی ۱۳۳ سال تفاضل دارد که بعلت تفاوتشان در سر سال از اول فروردین تا اول مرداد این تفاضل ۱۳۲ سال است. 
اکنون ۲۶ فردینه ما ۱۵۳۷ طبری است.

## ماه‌ها و سال تبری
| ماه‌های تبری             | معادل خورشیدی         |
| ----------------------- | --------------------- |
| ۱ - فردینه ما(سیو ما)   | ۲ مرداد - ۳۱ مرداد    |
| ۲ - کرچه ما             | ۱ شهریور - ۳۰ شهریور  |
| ۳ - هَرِ ما (خَرا ما)      | ۳۱ شهریور - ۲۹ مهر    |
| ۴ - تیر ماه             | ۳۰ مهر - ۲۹ آبان      |
| ۵ - ملاره ما (مردال ما) | ۳۰ آبان - ۲۹ آذر      |
| ۶ - شروینه ما (شَروَرِ ما) | ۳۰ آذر - ۲۹ دی        |
| ۷ - میره ما             | ۳۰ دی - ۲۹ بهمن       |
| ۸ - اونه ما             | ۳۰ بهمن - ۲۹ اسفند    |
| «شیشک» «پیتک»           | ۳۰ اسفند ۱–۵ فرودین   |
| ۹ - ارکه ما             | ۶ فرودین - ۴ اردیبهشت |
| ۱۰- دِ ماه               | ۵ اردیبهشت - ۳ خرداد  |
| ۱۱- وهمنه ما            | ۴ خرداد - ۲ تیر       |
| ۱۲- نوروز ما(عید ما)    | ۳ تیر - ۱ مرداد       |

سال تبری دوازده ماه‌ است که با فردینه ما از ۲ مردادماه هجری خورشیدی آغاز می‌شود و هر ماه ۳۰ روز دارد. گاه‌شمار تبری مانند تقویم باستانی دارای پنجه است که «پیتک» نام دارد و با پنج روز اول فروردین هجری خورشیدی برابر است و در سالهای کبیسه ۳۰ اسفند با روز کبیسه «شیشک» برابر است. سرسال تقویم تبری با داشتن کبیسه‌گیری یکنواخت چهارساله نسبت به تقویم رسمی گردان بوده‌است و زمانی که به ۲ مردادماه خورشیدی رسیده‌است از نظر کبیسه‌گیری با تقویم رسمی هماهنگ شده‌است و سرسال آن تثبیت شده‌است. این روز به‌علت تناسب فصلی سرسال گرفته شده و تثبیت گردیده‌است و از سویی روز کبیسه «شیشک» با این محاسبه با ۳۰ اسفند مطابقت دارد.
این گاهشماری با قرائتی دیگر (غیررسمی و قدیمی‌تر) در تطبیق با تقویم هجری خورشیدی سال آن از ۳ مردادماه تثبیت شده و شروع می‌شود و در ماه‌های پاییز و زمستان با تقویم هجری خورشیدی مطابق است. در سالهای عادی روز اول فروردین با ۳۰ اونه ما تبری و پنج روز بعد با پیتک (۵ روزه) و در سال‌های کبیسه شش روز اول فروردین برابر با شیشک (۶ روزه) برابر است.

## فصل های طبری
نام فصل های طبری و معادل فارسی آن:
| شماره | زبان فارسی | زبان طبری (مازندرانی) | تلفظ به زبان طبری (زبان مازندرانی) با آوای صوتی |
| ----- | ---------- | --------------------- | ----------------------------------------------- |
| ۱     | بهار       | وِهار                  | vehār                                           |
| ۲     | تابستان    | تاوِسّون                | tāvessun                                        |
| ۳     | پاییز      | پَئی‌ز                  | payiz                                           |
| ۴     | زمستان     | زِمسّون                 | zemessun                                        |